# Rockwood (Pennsilvània)
Rockwood és una població dels Estats Units a l'estat de Pennsilvània. Segons el cens del 2000 tenia 954 habitants.

## Demografia
Segons el cens del 2000, Rockwood tenia 954 habitants, 406 habitatges, i 272 famílies. La densitat de població era de 1.188,2 habitants/km².
Dels 406 habitatges en un 29,8% hi vivien nens de menys de 18 anys, en un 51,2% hi vivien parelles casades, en un 11,6% dones solteres, i en un 33% no eren unitats familiars. En el 29,1% dels habitatges hi vivien persones soles l'11,8% de les quals corresponia a persones de 65 anys o més que vivien soles. El nombre mitjà de persones vivint en cada habitatge era de 2,28 i el nombre mitjà de persones que vivien en cada família era de 2,79.
Per edats la població es repartia de la següent manera: un 22% tenia menys de 18 anys, un 8,4% entre 18 i 24, un 27,7% entre 25 i 44, un 23,8% de 45 a 60 i un 18,1% 65 anys o més.
L'edat mediana era de 39 anys. Per cada 100 dones de 18 o més anys hi havia 92,7 homes.
La renda mediana per habitatge era de 25.139 $ i la renda mediana per família de 31.023 $. Els homes tenien una renda mediana de 26.500 $ mentre que les dones 20.066 $. La renda per capita de la població era de 13.687 $. Entorn del 12,3% de les famílies i el 15,1% de la població estaven per davall del llindar de pobresa.

## Poblacions més properes
El següent diagrama mostra les poblacions més properes.